# Gusto (Zeitschrift)
Gusto (Eigenschreibweise GUSTO) ist eine monatlich in Österreich erscheinende Kochzeitschrift der Verlagsgruppe News.
Gegründet wurde die Zeitschrift 1983. Nach eigener Aussage ist sie Österreichs größtes Kochmagazin. Laut Media-Analyse hatte die Zeitschrift 2012 über 600.000 Leser. 2019 hatte die Zeitschrift laut ÖAK eine Auflage von knapp 50.000 Exemplaren. Chefredakteurin ist Anna Wagner.
Die Kochzeitschrift bietet neue selber erstellte und getestete Rezepte und regt mit Bildern zum Nachkochen an. Seit 2015 bietet Gusto auch eigene Kochkurse an.